# L'amica
Pour plus de détails, voir Fiche technique et Distribution.
L'amica est une comédie à l'italienne réalisée par Alberto Lattuada et sortie en 1969.

## Synopsis
Lisa, une épouse lombarde de la classe supérieure, épouse de Paolo, un styliste industriel, découvre que son mari la trompe. Pour rétablir son propre prestige dans le milieu, elle s'invente un amant en la personne du jeune ingénieur Franco Raimondi, racontant ponctuellement les détails - inventés - de cet adultère imaginaire à une amie, Carla. Cette dernière est l'épouse du chirurgien esthétique Guido, qui est en réalité l'amant de Raimondi et le mari de Lisa. Les histoires de ce dernier, que Carla sait être fantasques, l'amusent, à tel point qu'elle ne peut s'empêcher de les diffuser, couvrant son amie de ridicule. Blessée, Lisa se venge de Carla en faisant en sorte que l'amant, le mari et le fils de Carla tombent amoureux d'elle l'un après l'autre, puis l'abandonnent. Carla la confronte. Lisa répond qu'elle a essayé de lui ressembler mais que c'était une erreur. Elle rentre ensuite chez elle où elle s'attarde à observer son mari alors que des épisodes de ses aventures lui reviennent en mémoire.

## Fiche technique
- Titre original italien : L'amica[1]
- Réalisation : Alberto Lattuada
- Scenario : Alberto Lattuada, Mario Cecchi Gori, Gianni Vernuccio
- Photographie :	Sante Achilli
- Montage : Sergio Montanari
- Musique : Luis Bacalov
- Décors : Bruno Amalfitano
- Costumes : Luciana Marinucci
- Société de production : Fair Film
- Société de distribution : Titanus (Italie)
- Pays de production :  Italie
- Langue originale : italien
- Format : Couleurs par Eastmancolor - 1,85:1 - Son mono - 35 mm
- Durée : 105 minutes
- Genre : Comédie à l'italienne
- Dates de sortie :
  - Italie : 23 décembre 1969

## Distribution
- Lisa Gastoni : Lisa Marchesi
- Gabriele Ferzetti : Paolo Marchesi
- Elsa Martinelli : Carla Nervi
- Jean Sorel : Franco Raimondi
- Frank Wolff : Guido Nervi
- Ray Lovelock : Claudio Nervi
- Marina Coffa (it) : Giovanna
- Sergio Serafini : l'assistant du Dr. Nervi